# Atlantprovinserna

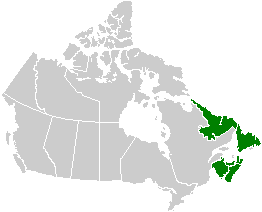
Kanadas fyra atlantprovinser.

Atlantprovinserna (engelska: Atlantic Canada, Atlantic Provinces) är ett namn som syftar på de fyra kanadensiska provinser som ligger längs med atlantkusten. De fyra provinserna är:
- Newfoundland och Labrador
- New Brunswick
- Nova Scotia
- Prince Edward Island

Varav de tre sista även kallas de "maritima provinserna" (Maritime Provinces, eller bara Maritimes). Atlantprovinserna hade 2,3 miljoner invånare 2004.

## Termens ursprung
Termen uppfanns av Joey Smallwood, som var Newfoundlands första premiärminister efter att provinsen förenade sig med Kanada 1949. Han förstod att det var lönlöst att försöka få provinsen inkluderad i termen "Maritime Provinces" som sedan länge använts för att beskriva de kulturella likheter som finns mellan Nova Scotia, Prince Edward Island och New Brunswick. På engelska förekommer det att "Atlantic Provinces" används synonymt med "Maritime Provinces", men detta är egentligen inte korrekt.

## Städer
Efter folkmängd i storstadsområdet
1. Halifax (Nova Scotia) – 359 183
2. St. John's (Newfoundland) – 172 918
3. Moncton (New Brunswick) – 126 424
4. Saint John (New Brunswick) – 122 678
5. Sydney (Nova Scotia) – 109 300
6. Fredericton (New Brunswick) – 78 950
7. Charlottetown (Prince Edward Island) – 58 358
8. Truro (Nova Scotia) – 44 276
9. Corner Brook (Newfoundland) – 20 103